# Refuge de la Dent Parrachée
Le refuge de la Dent Parrachée  est situé dans le parc national de la Vanoise à 2 511 m d'altitude, au cœur du massif de la Vanoise, au-dessus du village d’Aussois.
Le refuge possède des couvertures, des matelas et est équipé du gaz et du chauffage. Il est emprunté pour faire le GR 5 et il appartient au Club alpin français de Chambéry. Du refuge il est possible de gravir la dent Parrachée, la pointe Labby, la pointe de l'Échelle ainsi que faire la traversée des dômes de la Vanoise.